# Léon Desmenez (football, 1957)
Pour les articles homonymes, voir Léon Desmenez et Desmenez.
Léon Desmenez est un footballeur français né le 17 mai 1957 à Valenciennes (Nord). Il était milieu de terrain.

## Biographie
Après sa carrière de joueur, Léon Desmenez a entraîné l'AC Cambrai de 1985 à 1991, le RC Saumur de 1991 à 1998, et fut entraîneur adjoint du VAFC de 2001 à 2005.
Il est le fils de l'ancien entraîneur de Valenciennes du même nom, et le frère de Gaby Desmenez, ancien joueur et lui aussi entraîneur. Comme son frère en 1970, Léon gagna le concours du jeune footballeur en 1972.

## Carrière de joueur
- avant 1971: US Valenciennes Anzin
- 1971-1977 : Stade de Reims
- 1977-1978 : US Melun
- 1978-1980 : SO Châtellerault
- 1980-1984 : Entente Montceau les Mines
- 1984-1985 : SA Epinal

## Carrière d'entraîneur
- 1985-1991 : AC Cambrai
- 1991-1998 : RC Saumur
- 2001-2005 : Valenciennes Football Club (entraîneur-adjoint)